# Tomarctus
Tomarctus è un genere estinto di mammiferi carnivori, appartenente ai canidi. Visse nel Miocene inferiore e medio (23 – 16 milioni di anni fa). I suoi resti sono stati ritrovati in gran parte del Nordamerica.

## Descrizione
La testa corta, le mascelle forti e la corporatura massiccia erano le caratteristiche principali di questo canide di medie dimensioni, dalla taglia di poco superiore a quella di un coyote attuale. Le zampe erano relativamente lunghe (rispetto a quelle dei suoi antenati come Hesperocyon) e indicano che questo animale era già adattato all'inseguimento della preda. Il cranio, tuttavia, mostra specializzazioni verso una dieta simile a quella delle attuali iene: i molari erano insolitamente robusti e le mascelle erano eccezionalmente forti. Queste caratteristiche permettevano al tomarcto di fracassare le ossa delle prede e di cibarsi del midollo.

## Classificazione
Un tempo si pensava che il tomarcto, a causa delle sue caratteristiche “miste”, fosse il candidato ideale come antenato dei canidi odierni; in particolare, gli studiosi si basavano su prove come il quinto dito di Tomarctus, già vestigiale come quello degli attuali cani. In realtà questo animale era già troppo specializzato per poter essere sulla linea evolutiva di lupi, volpi e cani; con tutta probabilità era un membro primitivo della sottofamiglia dei borofagini, i cui ultimi rappresentanti (si veda Osteoborus) portarono all'estremo le specializzazioni già presenti in Tomarctus. Si presume che quest'ultimo derivasse dal genere Nothocyon, vissuto qualche milione di anni prima.

## Paleoecologia
L'ambiente in cui viveva Tomarctus era costituito da praterie, che nel corso del Miocene stavano rapidamente espandendosi. In questo ambiente vi erano numerosi altri predatori specializzati in modo simile a Tomarctus, come i cosiddetti “cani – orso” (Amphicyonidae) e alcuni mustelidi giganti (Megalictis ferox). Quando questi carnivori si estinsero, la loro nicchia ecologica fu definitivamente occupata dai canidi, che poterono specializzarsi ancor più verso una dieta adatta a frantumare le ossa.

## Specie
Il tomarcto divenne in breve tempo un carnivoro molto diffuso: in pochi milioni di anni si svilupparono varie specie di questo animale, che occuparono vaste regioni del Nordamerica. Ad esempio, nel deserto del Mojave in Arizona sono stati scoperti i fossili di Tomarctus temerarius, mentre un gran numero di specie sono note negli eccezionali giacimenti del Nebraska: tra queste, da ricordare T. hippophaga e T. brevirostris. Anche negli Stati Uniti orientali sono stati rinvenuti fossili di questo canide: in Florida, infatti, visse la specie T. canarrus.